# Crisilla
Crisilla is een geslacht van weekdieren uit de klasse van de Gastropoda (slakken).

## Soorten
- Crisilla aartseni (Verduin, 1984)
- Crisilla alvarezi Templado & Rolán, 1994
- Crisilla amphiglypha Bouchet & Warén, 1993
- Crisilla angustostriata van der Linden, 2005
- Crisilla beniamina (Monterosato, 1884)
- Crisilla callosa (Manzoni, 1868)
- Crisilla chiarellii (Cecalupo & Quadri, 1995)
- Crisilla cristallinula (Manzoni, 1868)
- Crisilla depicta (Manzoni, 1868)
- Crisilla fallax Gofas, 1999
- Crisilla galvagni (Aradas & Maggiore, 1844)
- Crisilla graxai Templado & Rolán, 1994
- Crisilla innominata (Watson, 1897)
- Crisilla iunoniae (Palazzi, 1988)
- Crisilla luquei Templado & Rolán, 1994
- Crisilla marioni (Fasulo & Gaglini, 1987)
- Crisilla morenoi Templado & Rolán, 1994
- Crisilla orteai Templado & Rolán, 1994
- Crisilla ovulum Gofas, 2007
- Crisilla perminima (Manzoni, 1868)
- Crisilla picta (Jeffreys, 1867)
- Crisilla postrema (Gofas, 1990)
- Crisilla ramosorum Oliver, Templado & Kersting, 2012
- Crisilla semistriata (Montagu, 1808)
- Crisilla senegalensis Rolán & Hernández, 2006
- Crisilla spadix (Watson, 1897)
- Crisilla transitoria Gofas, 1999
- Crisilla vidali Templado & Rolán, 1994